# Церковь Троицы Живоначальной (Красино-Убережное)
Церковь Троицы Живоначальной — недействующий православный храм в селе Красино-Убережное Ясногорского района Тульской области. Один из древнейших храмов региона.

## Описание
Церковный приход образовался, по устным преданиям, из соседнего села Городищи, откуда также была перенесена в село деревянная Троицкая церковь. В 1674 году на место деревянной обветшавшей церкви помещиком Михаилом Петровичем Травиным был построен каменный храм во имя Святой Троицы, с приделом во имя Благовещения Пресвятой Богородицы. Храм был выполнен в популярном в то время стиле русского узорочья в виде четверика с шатровой колокольней. В конце XVIII века Троицкую церковь расширили, простроили абсиды, притворы, фасад с колоннадой в стиле классицизма, а на четверик поставили восьмерик.
Примерно с 1865 по 1885 год приход был приписан к соседнему селу Кутуково, но затем выделен вновь как самостоятельный. В состав прихода входили село Красино-Убережное и деревни Малое Хорошево и Большое Хорошево. В церкви хранилась особо чтимая древняя храмовая икона Святой Троицы. В 1885 году в доме священника была открыта церковно-приходская школа, которая в 1894 году переведена в деревню Большое Хорошево.
Церковь были закрыта, вероятнее всего, в конце 1920-х годов. В настоящее время частично обрушилась, сохранился основной четверик, часть колоннады и колокольня. Рядом с храмом находится восстановленный усадебный дом Никиты Яковлевича Киреевского 1750—1760-х годов.